# صخره هزار بودا

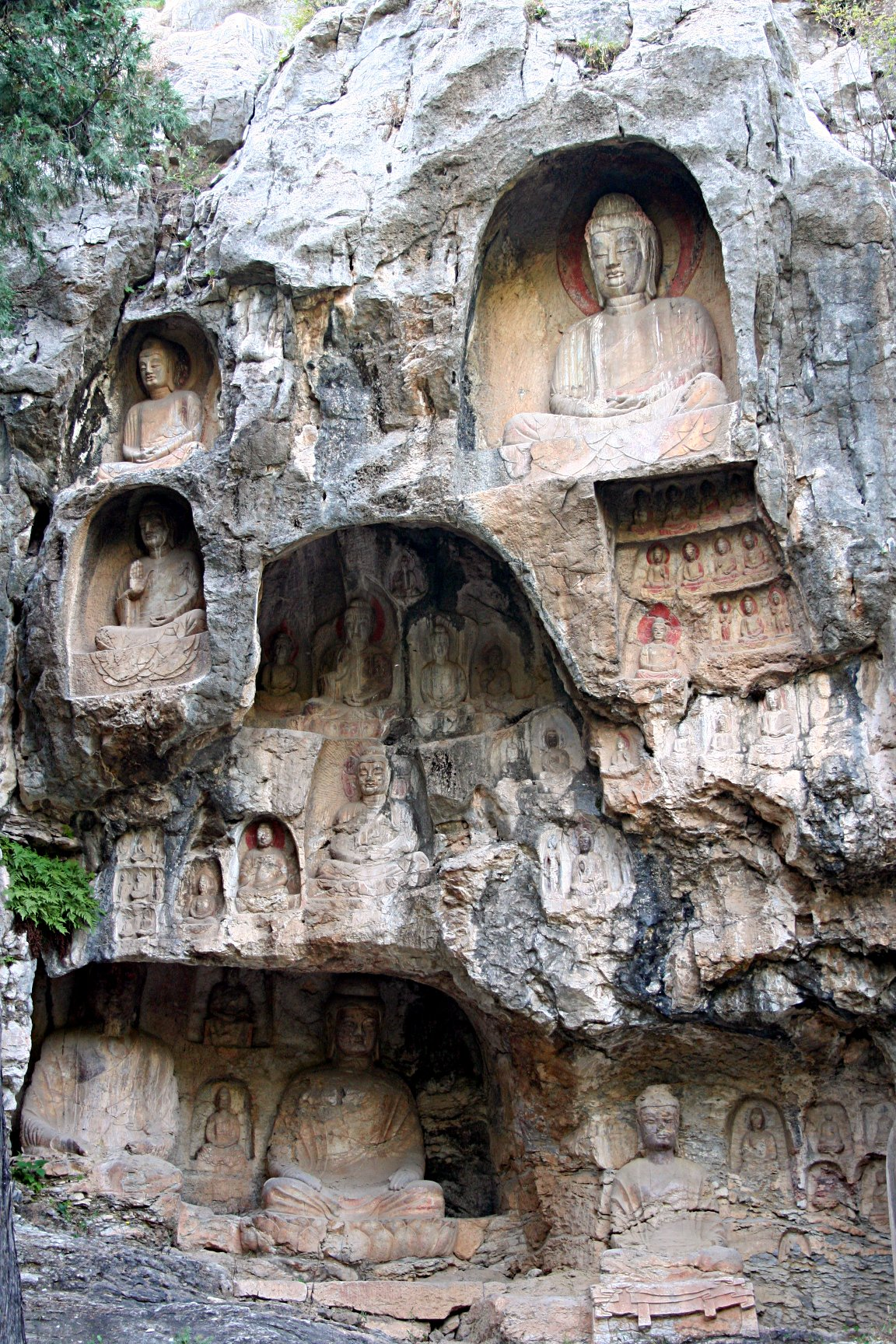
مجسمه‌های برجسته بر روی صخره هزار بودا

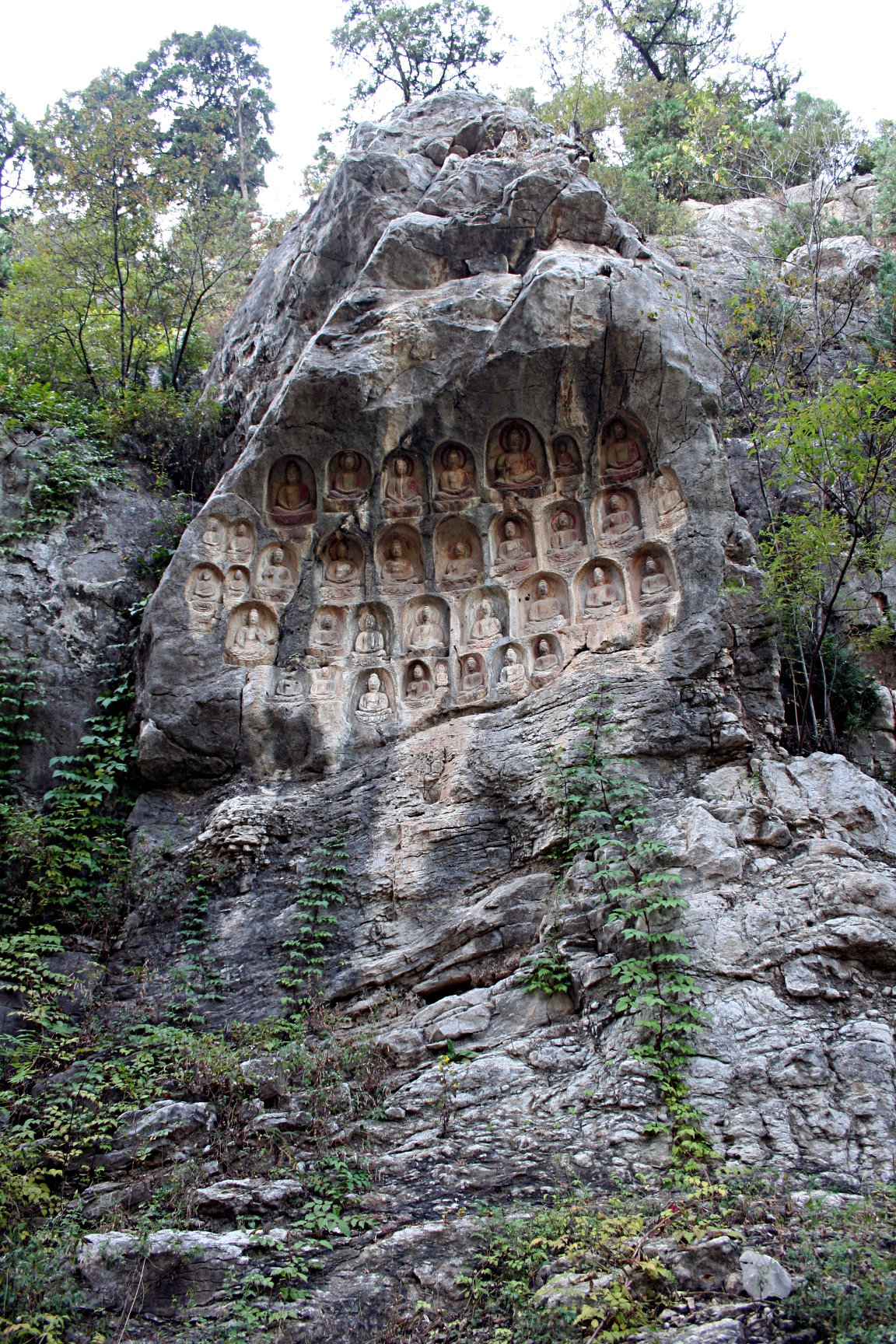
مجسمه‌های برجسته بر روی صخره هزار بودا

صخره هزار بودا (چینی: 千佛崖; پین‌یین: Qiānfó Yá) یک مکان تاریخی است که حاوی حکاکی‌های صخره‌ای سلسله تانگ در مرکز استان شاندونگ چین است. در کنار صخره ای به طول ۶۳ متر، بیش از ۲۱۰ مجسمه و ۴۳ کتیبه گزارش شده‌است. بیشتر مجسمه‌ها در طول سال‌های ۶۱۸–۶۸۴ تراشیده شده‌اند.

## محل
صخره هزار بودا در نزدیکی روستای لیوبو، در ناحیه لیچنگ، تحت مدیریت شهر جینان، در حدود ۳۳ کیلومتری جنوب شرقی این شهر و هشت کیلومتری شرق شهر ژونگ گونگ واقع شده‌است. این صخره در نزدیکی و در غرب محل معبد سابق شنتونگ (چینی: 神通寺; پین‌یین: Shéntōng Sì)، به معنای معبد «قدرت ماوراء طبیعی») واقع شده که اکنون ویران شده‌است. جهت‌گیری صخره در جهت شمال به جنوب است.

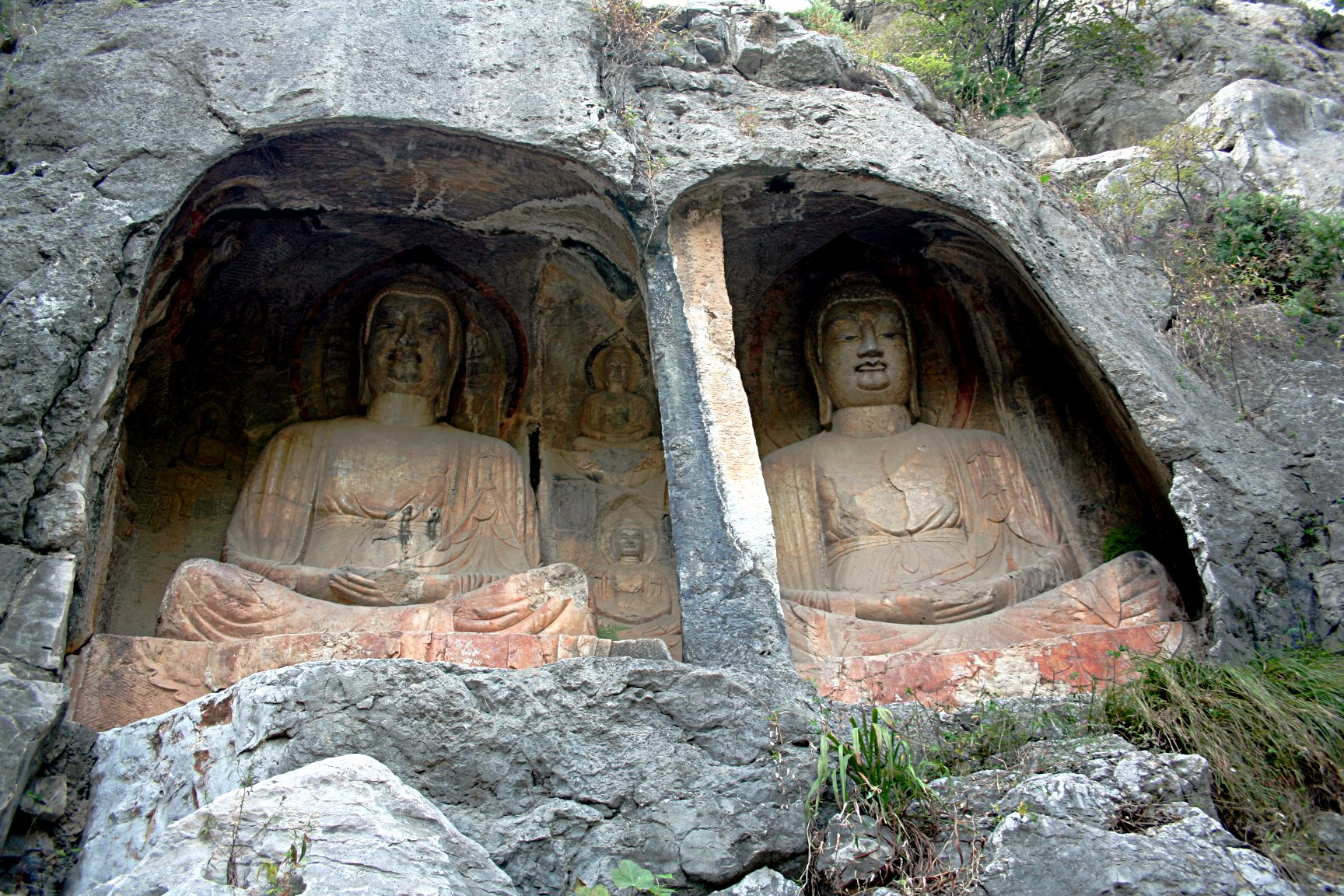
مجسمه‌های برجسته بر روی صخره هزار بودا

## تاریخ
گفته می‌شود اولین مجسمه بودا توسط راهبی ۷۰ ساله به نام شادونگ در سال ۶۱۹ پس از میلاد، در صخره حک شده‌است. ۲۵ سال پس از آن، دو مجسمه بودایی دیگر توسط راهب پیر دیگری به نام مینگ دی اضافه شد. از آنجایی که مینگ دی در آن زمان احساس می‌کرد که زندگی‌اش رو به پایان است، او پولی را برای حک کردن مجسمه‌های اضافی اهدا کرد. با این حال، در سال ۶۵۷ پس از میلاد، او همچنان زنده بود و به حک کردن مجسمه‌ها و کتیبه‌های بیشتری بر روی صخره ادامه داد. از آنجا که سیاست رسمی سلسله تانگ در آن زمان تشویق به گرویدن به تائوئیسم بود، حکاکی مجسمه‌های بودایی مستلزم یک خطر سیاسی بود. از این رو، کتیبه‌های به جا مانده از شا دونگ و مینگ دی اشاره می‌کند که تنها هدف مجسمه‌ها، دعا است و بیان عقاید سیاسی نیست. با وجود این مشکلات، کار حک کردن مجسمه‌ها در صخره توسط بوداییان دیگر ادامه یافت و در نهایت صخره هزار بودا به بزرگ‌ترین مجموعه مجسمه‌های صخره ای بودایی در شاندونگ تبدیل شد.
علاوه بر مجسمه‌های بودایی، مجسمه‌های غیر مذهبی نیز وجود دارد که اشرافیت آن دوره مانند بستگان امپراتور، مقامات دولتی و راهبان مشهور را نشان می‌دهند. در میان آن‌ها مجسمه‌های پرنسس نانپینگ (南平公主)، دختر امپراتور تایزونگ تانگ و همسرش لیو ژوانی نیز قرار دارد.